# تزارت انبويدير (إنداوزال)
تزارت انبويدير هو دُوَّار يقع بجماعة أزغار نيرس، إقليم تارودانت، جهة سوس ماسة في المملكة المغربية. ينتمي الدوّار لمشيخة إنداوزال التي تضم 42 دوار. يقدر عدد سكانه بـ 226 نسمة حسب الإحصاء الرسمي للسكان والسكنى لسنة 2004.

## روابط خارجية
- البوابة الوطنية للجماعات الترابية نسخة محفوظة 12 مارس 2018 على موقع واي باك مشين.
- المندوبية السامية للتخطيط